# Jiugongshan (köpinghuvudort i Kina, Hubei Sheng, lat 29,52, long 114,68)
Jiugongshan (kinesiska: 九宫山) är en köpinghuvudort i Kina. Den ligger i provinsen Hubei, i den centrala delen av landet, omkring 120 kilometer söder om provinshuvudstaden Wuhan. Antalet invånare är 28 284. Befolkningen består av 13 565 kvinnor och 14 719 män. Barn under 15 år utgör 19,0 %, vuxna 15-64 år 72 %, och äldre över 65 år 7,0 %.
Runt Jiugongshan är det ganska tätbefolkat, med 93 invånare per kvadratkilometer. Jiugongshan är det största samhället i trakten. I omgivningarna runt Jiugongshan växer i huvudsak blandskog.
Genomsnittlig årsnederbörd är 2 238 millimeter. Den regnigaste månaden är maj, med i genomsnitt 386 mm nederbörd, och den torraste är januari, med 46 mm nederbörd.